# Sherlock Holmes versus Arsène Lupin
Sherlock Holmes versus Arsène Lupin (Sherlock Holmes: Nemesis; рус. «Шерлок Холмс против Арсена Люпена») — компьютерная игра в жанре квеста, разработанная украинской студией Frogwares и первоначально изданная Focus Entertainment. Выход состоялся в 2007 году во Франции и в 2008 году во всем мире соответственно. Издателем в России и странах СНГ выступила компания «Новый Диск», локализация выполнена студией Lazy Games. Четвёртая игра в серии игр о Шерлоке Холмсе.
В 2010 году выпущено переиздание — Sherlock Holmes versus Arsène Lupin Remastered Edition (Sherlock Holmes: Nemesis — Remastered), отличающееся изменениями в игровом процессе и улучшенной графикой.

## Сюжет
Шерлок Холмс и его верный друг и помощник доктор Ватсон, во время чтения утренней почты на Бейкер-стрит, получают письмо от знаменитого французского «джентльмена-грабителя» Арсена Люпена. В своем письме Люпен бросает вызов Холмсу, приглашая его на «товарищеский поединок», объявив, что за пять дней он сможет похитить пять ценнейших произведений искусства из музеев Лондона и вернуть их своей стране, которой они «по праву принадлежат».
Вступая в поединок между двумя гениальными умами, Шерлок Холмс вынужден спасать Британию от позора.

### Главные персонажи
- Шерлок Холмс (озвучил в русской версии: Борис Репетур) — игровой персонаж. Знаменитый частный лондонский сыщик, расследующий дело о похищении ценных британских реликвий Арсеном Люпеном.
- Доктор Ватсон (озвучил в русской версии: Никита Прозоровский) — игровой персонаж. Ранее служил доктором на войне в Афганистане, в силу определённых причин был вынужден оставить службу и заняться докторской практикой в Лондоне. После встречи с Шерлоком Холмсом, заинтересовался его расследованиями, стал его биографом и помощником, а впоследствии и верным другом.
- Арсен Люпен (озвучил в русской версии: Константин Карасик) — «благородный грабитель», неуловимый французский преступник, который задумал за пять дней похитить пять ценнейших произведений искусства, хранящихся в музеях Лондона и которые (как он заверяет) по праву должны принадлежать Франции.
- Инспектор Лестрейд (озвучил в русской версии: Денис Некрасов) — сыщик из Скотленд-Ярда, который работает вместе с Шерлоком Холмсом и доктором Ватсоном, однако, традиционно, не догадывается обо всех особенностях дела. В эпизоде с проверкой Галереи игрок сможет поиграть за Лестрейда.

## Игровой процесс
Игровой процесс представляет собой трёхмерный квест с видом от первого лица (в Remastered-версии был добавлен также «кинематографический» вид, при котором персонажа видно со стороны, в таком случае управление осуществляется при помощи мыши, а не мыши-клавиатуры).
Играя поочередно, то за Шерлока Холмса, то за доктора Ватсона, игрок исследует игровой мир, общается с персонажами и решает головоломки (многие из которых требуют от персонажей поиска ответа в книгах или письмах). Часто, придя к определённому выводу, игрок должен напечатать на клавиатуре ответ, который поможет дальнейшему продолжению расследования. Во время диалогов есть возможность выбрать тему для разговора.
Посещая различные локации, такие как Лондонская национальная галерея, Британский музей, Тауэр и Букингемский дворец, игрок получает возможность увидеть сотни виртуальных репродукций известных картин и скульптур, а также послушать их описание. Многие локации показаны и в дневное и в ночное время, включая улицу Бейкер-стрит, на которой располагается квартира Шерлока Холмса.

## История разработки
Разработкой игры занималась украинская компания Frogwares. «Шерлок Холмс против Арсена Люпена» стала четвёртой игрой в их собственной серии The Adventures of Sherlock Holmes, позаимствовав некоторые характерные особенности у предыдущей игры — The Awakened («Шерлок Холмс и секрет Ктулху», 2007). Одной из таких особенностей является обзор от первого лица, присущий, на тот момент, скорее шутерам от первого лица, нежели классическим квестам. Помимо некоторой инновационности, это дает игроку дополнительные преимущества при поиске улик и разгадывании головоломок.
Следуя традиции, заложенной в игры Frogwares — «Шерлок Холмс против Арсена Люпена» представляет собой не «игронизацию» ранее изданных книг о Шерлоке Холмсе, а самостоятельный сюжет, созданный с использованием персонажей Артура Конан Дойла и Мориса Леблана.
На территории Северной Америки (коробочный вариант) и (позже) в Steam игра была выпущена под названием Sherlock Holmes: Nemesis (рус. «Шерлок Холмс: Возмездие»). Слово «Nemesis» также можно перевести, как «Немезида» — имя богини возмездия из древнегреческой мифологии. Другое альтернативное название игры — Sherlock Holmes vs The King of Thieves (рус. «Шерлок Холмс против Короля воров») — под таким названием игра была выпущена в Великобритании.

## Игровой движок
Игра использует собственный, доработанный игровой движок Frogwares, впервые примененный в приключенческой игре 80 Days (2005), с интегрированной физикой PhysX компании Ageia, поддержкой динамических, «правильных» теней, лицевой анимации, бамп-маппинга, текстур высокого разрешения и различных графических эффектов.

## Переизданная версия

Знаменитая улица Бейкер-стрит поздней ночью. Дверь с надписью 221b — квартира Холмса.

18 мая 2010 года вышло переиздание игры — Sherlock Holmes versus Arsène Lupin Remastered Edition (или: Sherlock Holmes: Nemesis — Remastered). В нём была значительно доработана графика: были улучшены эффекты, освещение, а также доработан и более детализирован вид многих игровых локаций. Помимо этого, появилась возможность использовать вид от третьего лица, свойственный классическим квестам (в дополнение к виду от первого лица).
Была добавлена система подсказок, для помощи игроку в ходе прохождения и выполнения головоломок — впервые в серии она появилась в Sherlock Holmes versus Jack the Ripper 2009 года.
Помимо этого, исправлена особенность перемещения Ватсона из оригинальной игры. В первоначальном варианте 2007 года, так же, как и в The Awakened, Ватсон, напарник Холмса, не следовал плавно за главным героем, а появлялся сразу же за ним, — игровой код был написан так, чтобы подгружать Ватсона за игроком, не прокладывая ему маршрут для перемещения, тем самым разработчики избежали необходимости анимировать героя, позволив ему «телепортироваться». Эта особенность впоследствии вызвала долю иронии со стороны некоторых геймеров и стала известна как «Creepy Watson» (рус. «Жутковатый Ватсон»). Недостаток был исправлен в Remastered Edition, и Ватсон начал плавно следовать за главным героем, получив собственные анимации.
Переиздание было издано только в цифровом виде: в Steam и GOG.
Ранее схожее переиздание получила The Awakened (Sherlock Holmes: The Awakened Remastered Edition, 2008).

## Культурные отсылки

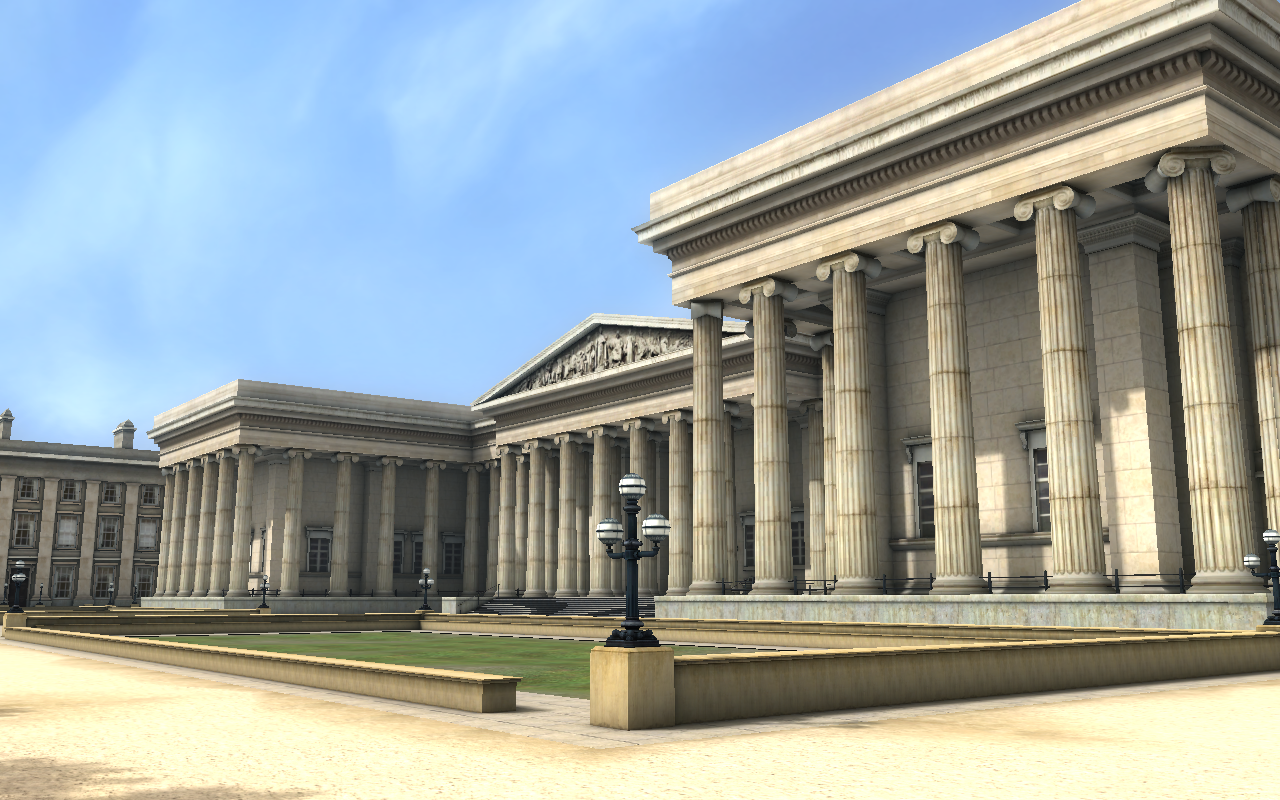
Британский музей в дневное время.

«Шерлок Холмс против Арсена Люпена» содержит множество отсылок к печатной серии детективов о Шерлоке Холмсе, к ранее вышедшим играм компании, другим литературным произведениям, персонажам и реальным личностям.
В частности, так же, как и в игре «Шерлок Холмс и секрет Ктулху», книги, купленные в книжной лавке мистера Барнса, содержат настоящие сведения. Например, в начале игры, Ватсон, при помощи книги о мореплавателе Горацио Нельсоне, расшифровывает анаграмму. В другой книге упоминается профессор Хельсинг (профессор Абрахам Ван Хельсинг — враг графа Дракулы из романа Брема Стокера и главный герой другой компьютерной игры Frogwares — Dracula: Origin), а автор цикла книг «Море, скалы, лес», которую Шерлок может увидеть в библиотеке, подписан как Оливер Лавишхарт (имя молодого путешественника и главного героя игры 80 Days).
В квартире Холмса можно обнаружить статуэтку божества Ктулху из предыдущей игры — «Шерлок Холмс и секрет Ктулху», а также множество отсылок к событиям, происходившим в книжной серии. На уровне «Тауэр» Холмсу необходимо сделать моментальный снимок летучей мыши. Тень от вспышки на вышедшем снимке похожа на знак Бэтмена — известного вымышленного персонажа серии комиксов и фильмов. После получения снимка, смотритель произносит: «Отнесите это фото инспектору Уэйну» (полное имя Бэтмена — Брюс Томас Уэйн).
На уровне в Британском музее, когда игрок сыграет на скрипке директору, тот скажет: «Это песня называется „Вернись“ и принадлежит группе „Скарабеи“». Это отсылка к группе The Beatles (рус. «Жуки»), у которой есть песня «Get Back» (рус. «Вернись»). В одном из эпизодов Холмс обнаруживает деньги, похищенные из дома сэра Гримбла, персонажа игры «Шерлок Холмс: Загадка серебряной серёжки»
После разрешения главной интриги игры, Холмс просит Ватсона дать клятву, что он никогда не опишет эту историю в своих записках — таким образом, создатели игры обыгрывают тот факт, что история об Арсене Люпене никогда не появлялась на страницах книг Артура Конан Дойла.

## Отзывы
| Сводный рейтинг | Сводный рейтинг |
| Агрегатор       | Оценка          |
| --------------- | --------------- |
| GameRankings    | 73,41 %         |